# ستيف أوشوجنسي
ستيف أوشوجنسي (9 سبتمبر 1961 في المملكة المتحدة - ) (بالإنجليزية: Steven O'Shaughnessy)‏ هو لاعب كريكت بريطاني. لعب مع نادي مقاطعة لانكشر للكريكت ‏ ونادي مقاطعة ورسسترشاير للكريكيت ‏ وCumbria County Cricket Club ‏.

## وصلات خارجية
- ستيف أوشوجنسي على موقع إي آس بي آن كريك إنفو (الإنجليزية)